# Merindad de Durango

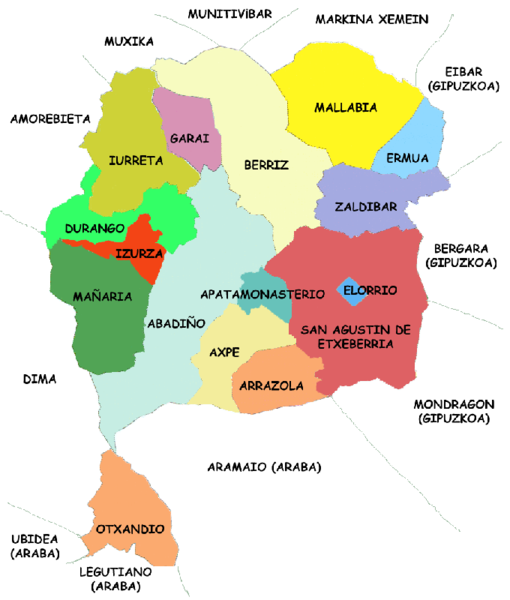
Mapa de las antiguas anteiglesias y villas que componían la Merindad de Durango.

La Merindad de Durango (en euskera: Durangoko Merinaldea), Condado de Durango o Tierra de Durango fue la antigua organización política en la que se organizaban los municipios de la comarca vizcaína del Duranguesado. En ella sólo participaban las anteiglesias, las villas no tenían ni voz ni voto.
Las anteiglesias, que formaban parte de la llamada Tierra Llana, se regían por el Derecho foral mientras que las villas tenían fuero propio.

## Componentes
Componían la Merindad de Durango las anteiglesisas de Abadiano, Bérriz, Mallavia, Mañaria, Yurreta, Garay, Zaldívar, Arrazola, Axpe, Apatamonasterio, Izurza y San Agustín de Echevarría. Las villas eran Durango, Elorrio, Ermua y Ochandiano.
En 1630 la villa de Elorrio anexionó a la anteiglesia de San Agustín de Echevarría por lo que ésta salió de la merindad.
Actualmente las antiguas anteiglesias de Axpe, Arrazola y Apatamonasterio forman el municipio de Axpe Achondo.

## Historia
En la Alta Edad Media las tierras del duranguesado formaban parte del reino de Pamplona, lo que a la postre sería reino de Navarra, considerándose parte integral del mismo como tierra de abolengo que no se podía separar de la Corona.
Las primeras noticias documentadas sobre la existencia de una organización sociopolítica concreta en el territorio del Duranguesado datan de 1050 cuando se nombra a Eneco Lupiz rector de “Vizcaia et Durango” y en 1053  se habla de un conde Munio Sánchez en Durango. Cuando el reino de Navarra cambia su organización interna de condados a tenencias no se llega a nombrar la de Durango, aunque si las de Guipúzcoa, Álava y Vizcaya lo que hace suponer que el Duranguesado estaría incluida en alguna de estas, posiblemente en la de Álava.
En el siglo XII los reinos de Navarra y Castilla entran en disputa por los occidentales de Navarra, Sancho el Sabio de Navarra y Alfonso VIII de Castilla acuden a  Enrique, rey de Inglaterra, para que arbitre sobre esos límites, aunque el rey de Inglaterra no dice nada, dos años después ambos reinos llegan aun acuerdo en el que el territorio del duranguesado permanece en Navarra mientras que el resto del territorio vizcaíno queda incorporado a Castilla.
En 1076 el rey Alfonso VI de Castilla toma Vizcaya al Reino de Navarra, retornando de nuevo en 1134 al Reino de Navarra hasta que en 1200 vuelve a ser conquistada por los castellanos, esta vez definitivamente. En 1212 Alfonso VIII de Castilla cede el Duranguesado al Señor de Vizcaya, Diego López II de Haro, como recompensa por los servicios prestados en la batalla de Las Navas de Tolosa integrándose en el mayorazgo de Vizcaya.
La primera referencia documental sobre las reuniones de la Junta se remonta al año 1410 donde las Juntas son nombradas en la Carta de tregua y perdón otorgada por Martín Sánchez deMarzana, señor del solar de Axpe de Marzana en favor del Concejo de Mondragón por la tala y quema de la torrede Marzana, ocurrida en 1387. El texto dice 

e a los alcalldes del fuero de la Tierra Llana de Durango, los quales fi zieron inquisiçion e pesquisa, e fueron llamados los sobredichos caudillos e otras personas e çiertos  onçeios e alcalldes e ofiçiales de çiertas villas e lugares de Guipuscoa e a bueltas con ellos Pero Yuannes d’Oar e Pero Peres  d’Oro, alcalldes que eran a la sason de la dicha villa de Mondragon, e otras personas en voz e en nonbre del conçeio, dende a que paresçiesen a çiertos plasos en la Junta de Guerediaga ante los dichos corregidores e veedores e ante Furtun Martines de Arteaga, alcallde del fuero de la dicha tierra de Durango, e ante los otros alcalldes que eran a la sason en la dicha tierra, a se saluar de la dicha querella e pesquisa  sobrella fecha; e fue proçedido por los dichos alcalldes fasta que en rebelldia dieron sentençia contra los que fueron llamados, a quien tannia la dicha pesquisa que aca esçieran en talar e quemar e derriuar la dicha casa de Marçana

Otra referencia documental importante data de 1508 cuando Juana I de Castilla, Juana la Loca, que era también señora de Vizcaya, determina que la Merindad celebre sus juntas y tenga sus instalaciones en cualquiera de los barrios de Abadiano de Traña Matiena o Muntsaratz, siendo este último el apellido de una noble familia, descendiente de la realeza Navarra, pues en 1172 la princesa Doña Urraca, hija de Sancho el Sabio se casó con Pedro Ruiz de Muntsaratz señor de la torre del mismo nombre sita en Abadiano.

por lo cual mando que agora é de aquí adelante, cuanto mi merced é voluntad fuere, las dichas Juntas de la Merindad se fagan en el dicho lugar de Gueridiaga, é que la cárcel se tenga en él ó en los lugares de Traiñac ó Manfaraz ó en
cualquier de ellos.

En 1576 se establece mediante escritura que se adopte el Fuero de Vizcaya y que se abonen los gastos por gestiones comunes que el Señorío realice en el Duranguesado. En 1628 la Merindad de Durango ofrece su entrada en las Juntas Generales de Guernica manteniendo los doce representantes que le corresponden, como ocurría con el resto de los pueblos, pero solo le dan dos representantes. 
Tras la inconformidad por parte de la Merindad de Durango y tras varios intentos para lograr plena representación, en 1740 le son concedidos cinco representantes y en 1800 tres más llegando a ocho y permitiendo al resto acudir como observadores. 
El 27 de diciembre de 1875 se celebra la última junta de Merindad y el año siguiente son abolidos los fueros. De todas formas la Merindad de Durango colaboró activamente del gobierno de Vizcaya, donde se aplicaban leyes y derechos comunes y participando en órganos como de la Hermandad que se creó en 1394 para perseguir a los delincuentes y para contener a aquella parte de la sociedad que se implicó en la guerra de bandos.

## Organización
La Merindad de Durango se organizaba alrededor de la “Junta de Merindad” que se reunía en la plaza existente frente a la ermita de San Salvador y San Clemente del barrio de Guerediaga de Abadiano. La Junta estaba compuesta por los representantes de las doce anteiglesisas, los “fieles”, alcaldes de la época, y eran el órgano representativo de la misma.
La figura que se encargaba de convocar las reuniones, proponer los temas que se debían de tratar y encargarse de que se ejecutaran era el síndico. A esto hay que añadir las figuras que representaban al gobierno del Señorío: el Teniente Corregidor, el Teniente Prestamero y el Teniente Merino:
- El Teniente Corregidor era nombrado por el Corregidor de Vizcaya y debía de ser de “allende del Ebro”. Esto garantizaba a los durangueses la imparcialidad en los continuos pleitos que mantenían con el Señorío debido al desacuerdo en la representación de la Merindad en los órganos forales y su pretensión de asimilar al Duranguesado.
- El Teniente Prestamero era nombrado por el Prestamero Mayor de Vizcaya, que era el Conde de Aramaiona.
- El Teniente Merino era nombrado por el Merino Mayor.

Todos ellos debían de ser de fuera del país.
Las Juntas podían ser ordinarias, que se celebraban en la Casa Auditorio, y extraordinarias, que se realizaban en la Campa de Guerediaga, normalmente por Pascua de Resurrección, Pascua del Espíritu Santo y Pascua de Navidad.
Las villas del Duranguesado no pertenecían a la Merindad pero en ocasiones y por diferentes temas como la apertura de caminos o el cobro de contribuciones se precisaba el que se reunieran todos los municipios del Duranguesado, a estas reuniones se les conocía como “Junta de los 14 pueblos”. A raíz de la unión de la anteiglesia de San Agustín de Echevarría con la Villa de Elorrio en 1630 dejaron de participar en estos órganos, ni como anteiglesia ni como villa, tomando lugar en las Juntas Generales de Vizcaya en Guernica.

### Asignación de asientos

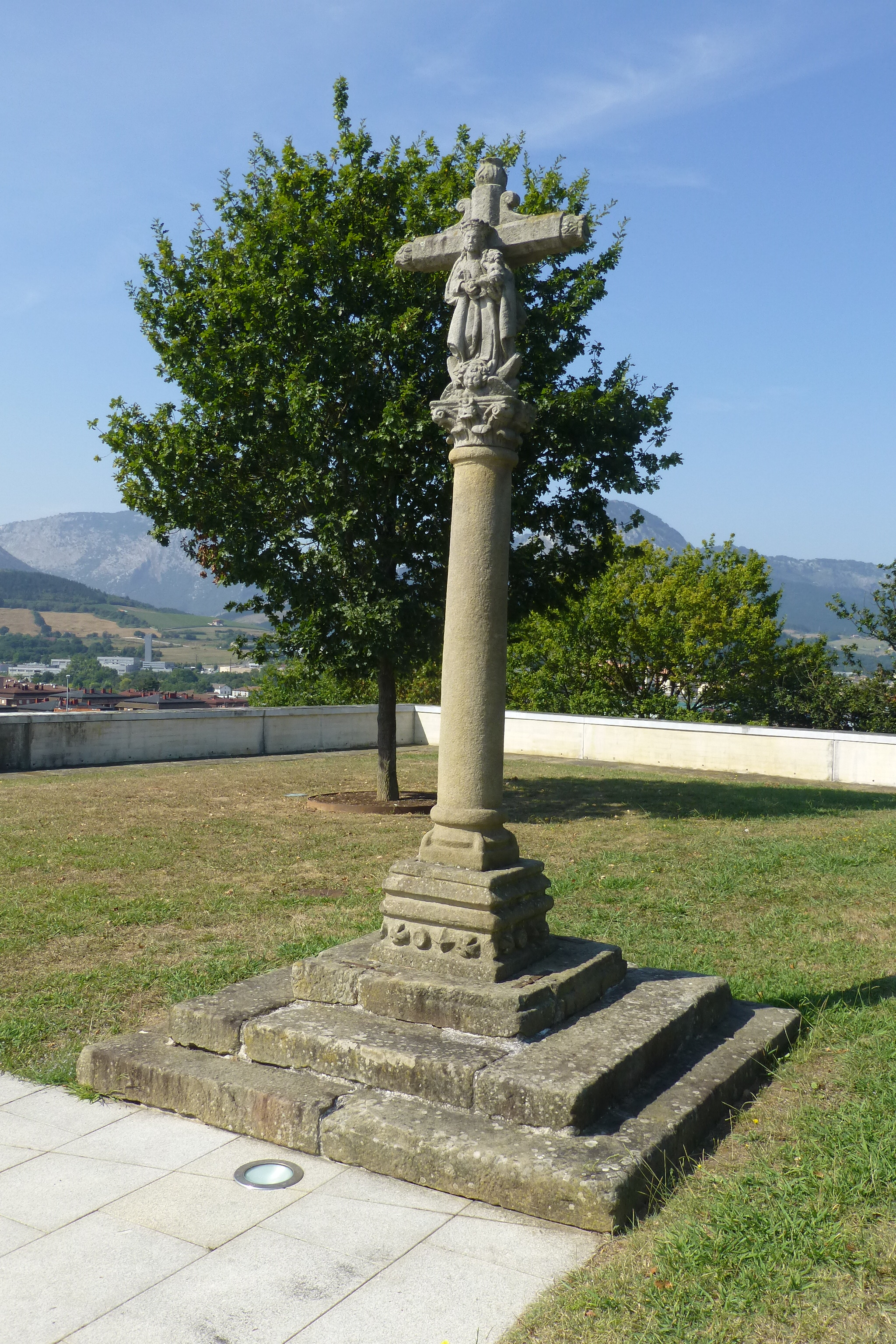
Campa Foral de Guerediaga roble y crucero.

Como se ha dicho, cada miembro de la Junta de la Merindad tenía asignado un asiento y un voto. Esta asignación era:
- Número 1, Abadiano.
- Número 2, Bérriz.
- Número 3, San Agustín de Echevarría y a partir de 1635 Mallavia.
- Número 4, Mañaria.
- Número 5, Yurreta.
- Número 6, Garay.
- Número 7, Zaldívar.
- Número 8, Arrazola.
- Número 9, Axpe.
- Número 10, Apatamonasterio.
- Número 11, Izurza.
- Número 12, Mallavia.

## El fuero
El primer fuero, o texto legal por el que se regía la Merindad, lo estableció el rey Sancho el Sabio de Navarra y estaba escrito en un misal de la iglesia de San Agustín de Echevarría y data aproximadamente del año 1200. 
Sobre el año 1342 se redactó el Fuero Antiguo de la Merindad de Durango donde se recogen los usos y costumbres en derecho de sucesiones, propiedad, derecho penal, etc. Que hasta la fecha se transmitían de forma oral. Este fuero perduró hasta la imposición del Fuero de Vizcaya que no fue aceptado por los durangueses que mantuvieron vivo el anterior por algún tiempo. En 1876 se abolieron todos los fueros.

Fuero antiguo de la Merindad de Durango

172- En el nombre de Dios y de Santa Maria, su madre, amen. Este es/ el treslado
del quadernio de tierra de Durango estableçido por los de/ la dicha tierra por fuero que
obieron e han de sienpre en aca./
Primeramente, dixieron que si alguno obiere a dar su caseria que pueda dar
franco/ e quito a sus hijos legitimos que obiere de la primera muger; e si tal fijo no
obie/re que herede el mas propinquo que fuere por parte de la heredad; e esta
case/ria tal que asi se obiere a dar que aian maior gradollorio si lo obiere, e todo/ pan
que obier en casa cogido e lo que cogier senbrado esse anno; y la porqueria/ que
obier, a la hora que obier a dar la dicha caseria y todos los otros bienes que/ y fueren,
asi bienes muebles como raizes, que sea fuera deste dicho mayor/ grado, que aian y
hereden todos los fijos segun heredan por cabeza partiendo/lo; pero si fuere la
voluntad del testador que pueda mejorar a qualquier/ de los hijos de quanto por bien
tobier, e que los otros hermanos non le/ puedan poner demanda en el maior grado
que en tal manera fuere dado/ e si le movieren que los alcaldes de Durango non ge lo
oyan; e si con/tra esto que dicho es alguno traxere carta del rei o de sennor qualquier
que sea/ de qualquier manera contra los alcaldes o contra otra qualquier/ persona,
que non sea tenido la parte de la seguir nin responder a ello,/ (al margen: labradores)
e que se pare a ello toda la merindad, asi fijosdalgo como labradores,/ e el que tal
carta traxere, que sea debedado en todos los durangueses/ y que sobre esta tal
deuda el que le fezier bien e amor, que pague cient maravedis/ por cada vez, y estos
que los cobren los fieles que fueren puestos por Durango,/ la meitad para si e la otra
mitad para las costas de la merindad./
/

- Fuero Antiguo de la Merindad de Durango. Manuscrito.
- Fuero Antiguo de la Merindad de Durango. Transcrito. Archivado el 16 de septiembre de 2018 en Wayback Machine.

## Sedes y lugares de juntas

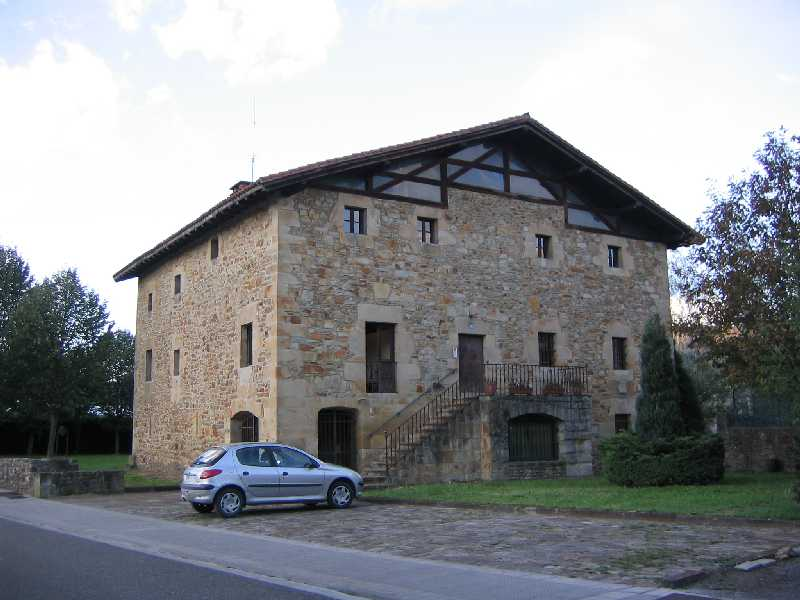
Casa de Juntas de Astola en el año 2005.

Son dos los lugares donde se realizaban las reuniones de las Juntas del duranguesado, ambos en Abadiño, la casa auditorio de Astola y la Campa Foral de Guerediaga. En la actualidad La Campa Foral y ermita de San Salvador y San Clemente son una de las tres sedes históricas de las Juntas Generales de Vizcaya, las otras dos son la casa de juntas de Guernica y la casa de juntas de Avellaneda.

### La Casa Auditorio
Las juntas ordinarias se realizaban en la Casa Auditorio. La primera Casa Auditorio estaba en el barrio de Kurutzesaga de Durango, era conocida como “auditorio viejo” y se sabe que dio lugar a problemas sobre su propiedad entre el ayuntamiento de la villa de Durango y la Merindad. 
En 1578 se adquiere la casa Zubiaurre de Astola y se instalan allí las dependencias de la Merindad. Esta casa data de 1570 y ocupa el lugar de una anterior destruida en un incendio. En ella tenía la residencia el Teniente Corregidor, estaba la sala de justicia y la cárcel, además del resto de servicios de la Merindad.
Después de la abolición de los fueros se usó como residencia de maestros de escuela y al final quedó en desuso. Hoy día, ya restaurada, es sede de diversos organismos y asociaciones.

### La Campa Foral y ermita

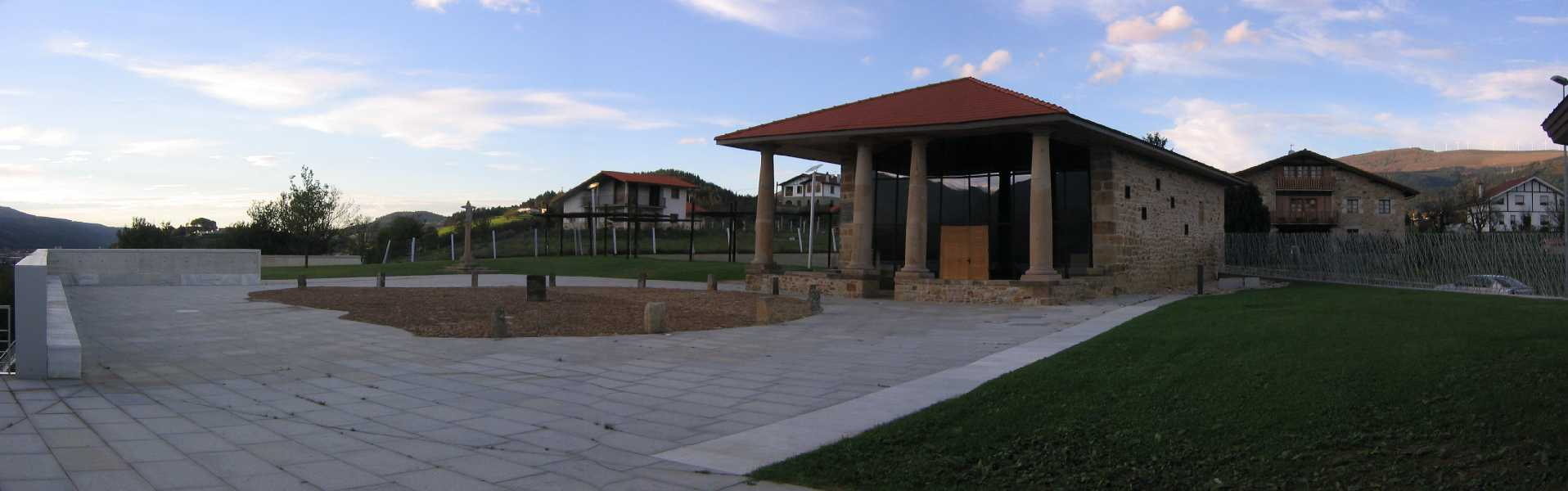
Campa Foral de Guerediaga en el año 2005.

Las juntas extraordinarias se celebraban en la Campa o plaza que estaba frente a la ermita de San Salvador y San Clemente del barrio de Guerediaga de Abadiano bajo el roble foral y sentados en las 12 piedras o mojones, dispuestas en semicírculo, una para cada representante de cada anteiglesia. En el centro se sentaba el Teniente Corregidor que coordinaba o regía la Merindad. 
En el siglo XVI se construyó la ermita de San Salvador y San Clemente y frente a ella en 1621 se realiza la adecuación de la campa de reuniones, se encarga a Martín López de Traña la construcción de una plaza empedrada pavimento encachado de forma elíptica y con un pequeño círculo en el centro del cual partían 16 radios, en donde se ubican las 12 piedras de asiento para los síndicos de las anteiglesias y la central para el corregidor. 
En 1633 se construye el crucero, aunque no se sabe si es el actual ya que se encontraron restos de otro crucero en las excavaciones arqueológicas ligadas a las obras de restauración del año 2002. El crucero existente está realizado en arenisca y su fuste se alza sobre un zócalo de tres peldaños. En lo alto está rematado por el capitel y la cruz que a un lado tiene un Cristo crucificado y al otro la virgen con el niño sobre una media luna. Este lugar era el usado para realizar la bendición de los campos de la merindad para su protección contra las plagas. La bendición se realizaba con agua traída desde la Basílica de San Gregorio Ostiense de Sorlada en Navarra.
El espacio foral también se usaba para diversos actos de la Cofradía de Guerediaga aunque su administración corría a cargo de la Junta de la Merindad. La ermita, aun siendo un espacio contiguo, dependía de la iglesia.
En 1789 se construye la carretera entre Durango y Berriz que pasa muy cerca de la plaza foral. En el siglo XIX se produce un derrumbe que afecta a cierta parte de la plaza foral y al roble. En 1855 se levanta un plano del terreno para realizar la reparación y se tres años después, en 1858, se aconseja acercar los mojones a la ermita.
El 2 de septiembre de 1841 Isabel II dicta una ley de desamortización (algunas fuentes señalan la Desamortización de Mendizábal de 1834) por lo que las propiedades de la iglesia pasan a manos del gobierno quien vende algunas de ellas, entre las que se encuentra la ermita de Guerediaga y la Campa Foral, todo ello propiedad de la Cofradía de Guerediaga, figura que aunque era de carácter civil fue considerada como religiosa. El paquete sacado a subasta en Bilbao el 26 de julio de 1844 es adquirido por 12 vecinos del barrio de Guederiaga (había uno que era vecino de Iurreta) por una cantidad de 4.400 reales, que fueron pagados en 20 años a razón de 220 reales anuales procedentes de estabilizar los propios terrenos. En 1855 se realiza la limitación de la propiedad y se levanta un plano de la misma, levantamiento realizado por el durangués Pedro Astarbe.
Entre 1873 y 1876 se recuperaron las Juntas Generales que se reunieron en cuatro ocasiones en la Campa Foral, la última de ellas el 27 de diciembre de 1875 dirigida por Casimiro de Astola. El 21 de julio de 1876 se abolen los fueros perdiendo el conjunto de Guerediaga su misión principal. Ese mismo año se construye la sacristía de la ermita y se reforma y renueva la cubierta.
El 1923 los propietarios se ponen en contacto con la Diputación Foral de Vizcaya y, un año después, acuerdan el mantenimiento de las instalaciones y explotación de los recursos de las mismas.
El 10 de abril de 1961 se desploma la cubierta y se realiza un estudio del estado de la ermita. La Diputación encargó al arquitecto Ricardo Olaran Añibarro, que era el arquitecto municipal de Durango, la reconstrucción. El proyecto de reconstrucción supuso una transformación severa del edificio al cambiar los postes de madera que sostenían el pórtico por cuatro columnas de piedra caliza.
En los años 70 del siglo XX parte de los terrenos fueron expropiados para la construcción de la autopista Bilbao-Behobia, la AP-8, y, otra parte, se vendió para la construcción de una casa particular. En la década siguiente el deterioro del conjunto avanzó y la Asociación Gerediaga Elkartea llevó a cabo varias gestiones tendentes a solventar el problema haciendo partícipe a la administración. La Mancomunidad de la Merindad de Durango encarga al arquitecto Carlos San Miguel un proyecto que es rechazado por ser excesivamente intervencionista con el entorno.
En 1999 se llevan a cabo negociaciones entre los responsables forales y los dueños del conjunto con mediación de la Asociación Gerediaga llegándose a un acuerdo que se plasma en 16 de marzo de 2000 en el que los propietarios ceden a las Juntas Generales de Vizcaya la propiedad de la Campa Foral y la ermita, también firma el obispado de Bilbao que había registrado dicha propiedad a su nombre. Tras la cesión, las Juntas Generales de Vizcaya proceden a su restauración (muy cuestionada) a cargo del arquitecto Jesús Landia. Se recuperó la plaza, se restauraron los mojones de piedra, se plantó un nuevo roble y se modernizó la ermita. El 13 de marzo de 2003 se realiza en el lugar una reunión de las Juntas Generales de Vizcaya para realizar el acto oficial de inicio de obras. La inauguración del conjunto se realizó en octubre de 2005.
Antes de realizar las obras de reforma se realizó un estudio arqueológico del lugar. En el año 2000 Iñaki García Camino realizó una serie de catas que sirvieron de inicio al estudio en profundidad que hizo el año 2002 José Ángel Lecanda Esteban. En el mismo se halló el pavimento encachado del que se tenía noticia documental y que estaba cubierta por tierra.

#### La ermita de San Salvador y San Clemente
La ermita de San Salvador y San Clemente se levantó en el siglo XVI cuando ya se venía haciendo uso de la plaza foral desde mucho tiempo atrás. La orientación del templo es atípica ya que está realizada hacia el norte, en lugar de hacerlo, como es la tradición, hacia el este. Esto puede ser debido a la intención de integrar el mismo en el conjunto foral dando de este modo un sentido religioso a la institución civil.
Es un espacio de planta rectangular de 15 metros de largo por 10,5 metros de ancho, con un anexo que hace las veces de sacristía y el pórtico cuyo suelo esta empedrado con cantos rodados formando figuras geométricas. Aunque no hay constancia documental de su construcción los estudios realizados la ubican en el siglo XVI con una importante reforma en el XVII, que llegó a derruir la anterior para hacer un edificio nuevo. En 1961 se realizó la reforma del pórtico en la que se cambiaron los postes de madera por columnas de piedra, cambió el tejado y se suprimió la verja de hierro que cerraba el pórtico, además de suprimir los altares (tenía tres) y el púlpito y dejar la mampostería a la vista.
Hay cuatro imágenes de santos; San Salvador, San Clemente, Santa Eufemia y la Virgen. Se sabe que existió un Santo Cristo y que este, junto con San Salvador y la Virgen se realizaron en 1836 por el imaginero Carlos Lumbreras. Junto a las imágenes hay unos relieves en piedra que se hallaron en el exterior de la pared oeste del edificio, son una estela discoidea, una Virgen y un Cristo Crucificado.
El aspecto interior se modificó profundamente en la rehabilitación del año 2005, se cambió la verga de madera que separaba el pórtico del interior por una de acero y cristal, se cubrió de madera la bóveda y se suprimió el altar poniendo en su lugar una mesa presidencial, los bancos de la iglesia se cambiaron por gradas laterales a las cuales se dotó de toda la técnica moderna de comunicación orientada a las reuniones asamblearias de las Juntas Generales, de la cual es una de sus tres sedes desde 1979.